# Franceschino II Zavattari
Pour les autres membres de la famille, voir Zavattari.
Franceschino II Zavattari   est un peintre italien né en Lombardie, qui fut actif au XVe  et début du  XVIe siècle. 

## Biographie
Franceschino II Zavattari  qui est documenté à Milan (1479-1481), est membre d'une famille d'artistes italiens, des peintres lombards  actifs au XVe  et début du  XVIe siècle. 
Il est le fils de Giovanni Zavattari et le frère de Guidone, Vincenzo et de Giangiacomo.